# Saint-Viaud
Saint-Viaud är en kommun i departementet Loire-Atlantique i regionen Pays de la Loire i nordvästra Frankrike. Kommunen ligger i kantonen Saint-Père-en-Retz som tillhör arrondissementet Saint-Nazaire. År 2022 hade Saint-Viaud 2 846 invånare.

## Befolkningsutveckling
Antalet invånare i kommunen Saint-Viaud
| Referens: INSEE |